# Slag bij Amiens
De Slag bij Amiens, ook bekend als de Derde Slag bij Picardië (Frans: 3ème Bataille de Picardie) was de openingsfase van het geallieerde offensief, later bekend als het Honderddagenoffensief, dat uiteindelijk zou leiden tot het einde van de Eerste Wereldoorlog.

## Verloop

### Voorgeschiedenis
Na de Duitse Kaiserschlacht, vanaf maart 1918, slaagden de Duitsers er na vier jaar de patstelling aan het westfront te doorbreken. Naderhand pakte dit echter nadelig uit voor hen, aangezien de Geallieerden hun enorme verliezen wisten te herstellen met grote aantallen Amerikanen, terwijl het er bij hun slechter en slechter aan toe ging, ondanks de grote recente voortgang (tot 65 km). De Duitse soldaten hadden al vier jaar te maken met een ernstig voedseltekort.
Toen de offensieven uiteindelijk een halt toegeroepen waren, plande de geallieerde opperbevelhebber, Ferdinand Foch een reeks offensieven om de Duitsers onder onhoudbare druk te zetten. Bij Amiens, een bedreigd spoorweg- en communicatiecentrum, zou het Australische Korps, onder leiding van John Monash en het Canadese Korps, onder leiding van Arthur Currie, een tegenaanval uitvoeren. In de Slag bij Hamel waren de Australiërs al in actie gekomen, de Canadezen waren nog in Vlaanderen, zich herstellend van de zware verliezen die de Derde Slag om Ieper het jaar daarvoor in hun gelederen veroorzaakte. Om het transport geheim te houden, werden de verplaatsingen 's nachts gedaan. Bij Ieper bleven twee Canadese bataljons achter en het radiopersoneel zond bijna constant berichten met valse informatie uit. Ook 500 tanks kwamen de infanterie ondersteunen.

### Strijd
Op 8 augustus, om 4.20 uur, startte de Britse artillerie met het openingsbombardement. De Duitsers waren volledig verrast en kregen de tijd niet om zich voor te bereiden op de verdediging. Diezelfde dag konden de geallieerden 12 km oprukken. Hierna kwamen echter de klassieke problemen boven water: de bevoorrading stokte, de communicatie tussen front en achterhoede viel bijna volledig weg, tanks vielen in panne of werden door Duits antitankgeschut uitgeschakeld, enzovoorts.
Op 15 augustus beëindigde Foch de aanval, doordat er steeds meer slachtoffers vielen, terwijl de legers trager avanceerden. Het Duitse opperbevel, de Oberste Heeresleitung, was echter de wanhoop nabij door de overweldigende geallieerde overmacht, maar vooral door de bereidheid van hun troepen zich sneller over te geven. Generaal Erich Ludendorff bood zijn ontslag aan, maar dat werd geweigerd.
Luik · Halen · Grenzen · 1ste Marne · Antwerpen · Race naar de Zee · 1ste Ieper · Neuve-Chapelle · 2de Ieper · 2de Artesië · Heuvel 62 · 3de Artesië · Loos · Verdun · Hulluch · Mount Sorrel (Zillebeke) · Somme · Arras · Vimy · 2de Aisne (Nivelle-Offensief) · Mesen · 3de Ieper (Passendale) · Cambrai · Lenteoffensief (Michael · Blücher-Yorck · Gneisenau · Georgette — 4de Ieper · 2de Marne — Rheims-Marneschutz) · Belleaubos · Château-Thierry · Hamel · Honderddagenoffensief